# Bierné-les-Villages
Bierné-les-Villages – gmina we Francji, w regionie Kraj Loary, w departamencie Mayenne. W 2013 roku liczba ludności wynosiła 1311 mieszkańców. 
Gmina została utworzona 1 stycznia 2019 roku z połączenia czterech ówczesnych gmin: Argenton-Notre-Dame, Bierné, Saint-Laurent-des-Mortiers oraz Saint-Michel-de-Feins. Siedzibą gminy została miejscowość Bierné.